# Maëlys (prénom)
 (avril 2015).
Si vous disposez d'ouvrages ou d'articles de référence ou si vous connaissez des sites web de qualité traitant du thème abordé ici, merci de compléter l'article en donnant les références utiles à sa vérifiabilité et en les liant à la section « Notes et références ».
Maëlys est un prénom d'origine bretonne. 
Il est dérivé de Mael qui signifie « prince ».
Il apparaît en France dans les années 1980 et devient courant dans les années 2000. Depuis 2008, il figure dans les quinze prénoms les plus donnés au niveau national[réf. nécessaire]. 
Près de 29 000 enfants portent ce prénom en France, de nos jours[Quand ?].
Comme beaucoup de prénoms bretons, Maëlys peut s'écrire avec ou sans tréma. En 2017 Maëlys est placé à la 34e place dans le top des prénoms donnés aux petites filles en France.